# Lösswand am Fußpfad Bahnhof Georgenhausen–Zeilhard
Die Lösswand am Fußpfad Bahnhof Georgenhausen–Zeilhard ist ein flächenhaftes Naturdenkmal in der Gemarkung Zeilhard, Stadt Reinheim, im Landkreis Darmstadt-Dieburg in Südhessen. Es besteht aus einem trockenen Lösshang mit seltenen Pflanzen und umgebenden Vogelschutzgehölzen.

## Lage
Das Naturdenkmal liegt im Naturraum Reinheimer Hügelland, Westliche Reinheimer Buckel. Es befindet sich etwa 1,5 Kilometer südlich von Zeilhard. Durch das Naturdenkmal führt der Fußpfad zum ehemaligen Bahnhof Zeilhard. Südlich des Schutzgebiets verläuft ein Fahrweg und die Trasse der Odenwaldbahn von Darmstadt nach Groß-Umstadt Wiebelsbach. Im Südwesten grenzt die Wohnbebauung eines Ortsteils von Zeilhard-Dilshofen an. Ansonsten ist das Gelände von landwirtschaftlichen Flächen umgeben.

## Naturdenkmal
Die „Lösswand am Fußpfad Bahnhof Georgenhausen–Zeilhard“ wurde mit Verordnung vom 27. Mai 1959 unter Naturschutz gestellt. Das Naturdenkmal erstreckt sich in Nord-Süd-Richtung über eine Länge von etwa 125 Meter. Die geschützte Fläche umfasst 3.358 Quadratmeter.

## Geschichte
Seit die Odenwaldbahn 1871 in Betrieb genommen wurde, lag der Bahnhof Zeilhard ortsfern auf freier Strecke und war von Zeilhard und Georgenhausen durch einen Fußweg von etwa 20 Minuten zu erreichen. Dieser Weg, auch „Bahnpädsche“ genannt, wurde im Rahmen der Flurbereinigung 1958–1961 um etwa 100 Meter nach Westen verlegt. Nachdem im Mai 1975 das Bahnhofsgebäude abgerissen wurde, bestand nur noch ein Haltepunkt, der im Sommer 1979 schließlich aufgegeben wurde. Auf dem Bahnhofsgelände wurden noch bis Herbst 1984 Rüben verladen. Dann wurden zwischen 1989 und 1992 auch das Ausweichgleis und die Weichen abgebaut, so dass heute nichts mehr an den ehemaligen Bahnhof erinnert. Erhalten blieb nur der Fußweg nach Zeilhard, der seine Bedeutung verloren hat.

## Beschreibung, Flora und Fauna
Das Naturdenkmal umfasst den Lösshang östlich des Fußweges, eine dreieckige Parzelle westlich davon, sowie den hohlwegartig eingeschnittenen, zur Bahntrasse steil ansteigenden südlichen Teil. Hier erinnern noch Reste einer Asphaltierung und Rohrgeländer an die frühere Wichtigkeit des Weges. Der nach Südwesten abfallende Lösshang ist auf einer Fläche von etwa 30 mal 15 Metern  gehölzfrei und wird dort von einem Halbtrockenrasen bewachsen. Das gefährdete Große Windröschen bildet hier einen ausgedehnten Bestand. Außerdem kommen Kartäusernelke, Rundblättrige Glockenblume, Gemeiner Odermennig und andere wärmeliebende Pflanzenarten vor. Am oberen Hang gedeihen wilde Rosen. An kleinen unbewachsenen Stellen der Lösswand nisten zahlreiche Wildbienen, unter anderem die seltenen Arten Senf-Blauschillersandbiene und ihr Brutparasit Nomada melathoracica. Nördlich und südlich der offenen Lösswand findet sich ein Gehölzbestand mit Hänge-Birke, Robinie, Rosskastanie, Stieleiche, Berg-Ahorn und Feldahorn. Im Schutzgebiet wurden 25 Vogelarten beobachtet, darunter Turteltaube, Nachtigall und Dorngrasmücke. Auch Zauneidechsen leben hier.
Die Betreuung und Pflege des Naturdenkmals erfolgt im Auftrag der Unteren Naturschutzbehörde durch den NABU Spachbrücken.

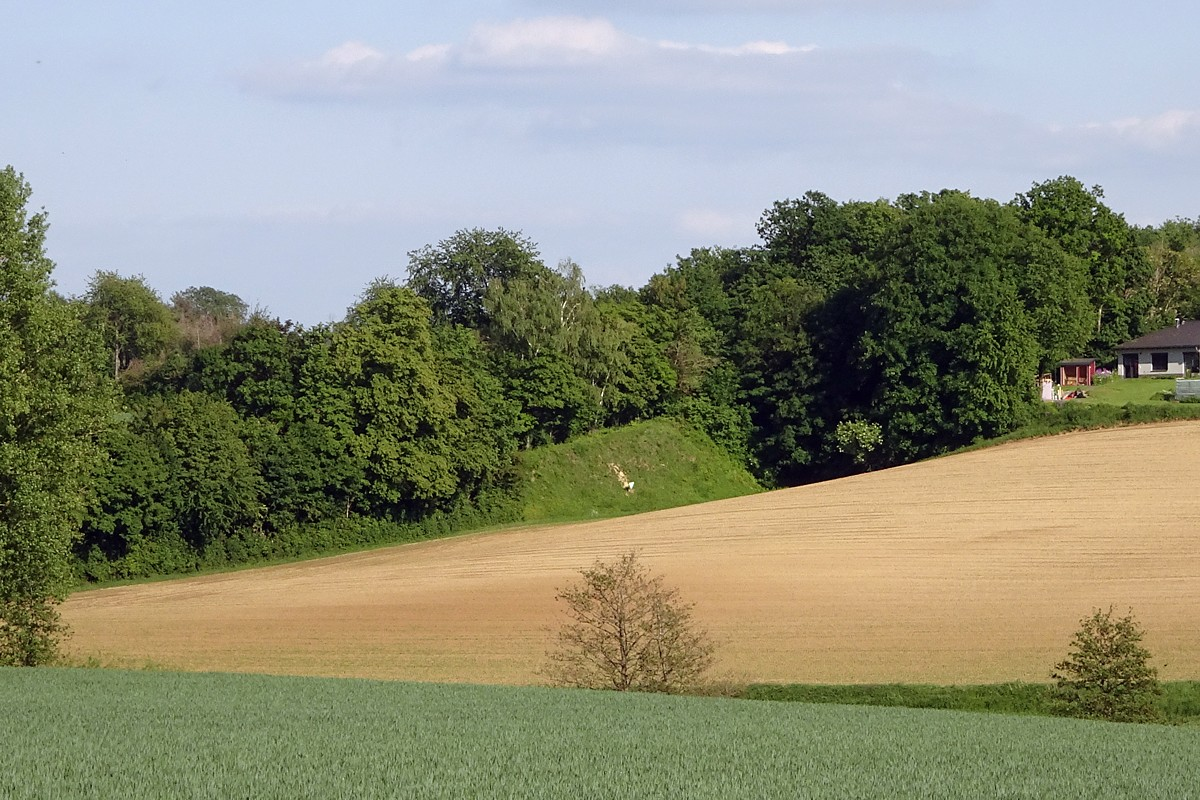
Blick von Dilshofen auf das Naturdenkmal (2020)
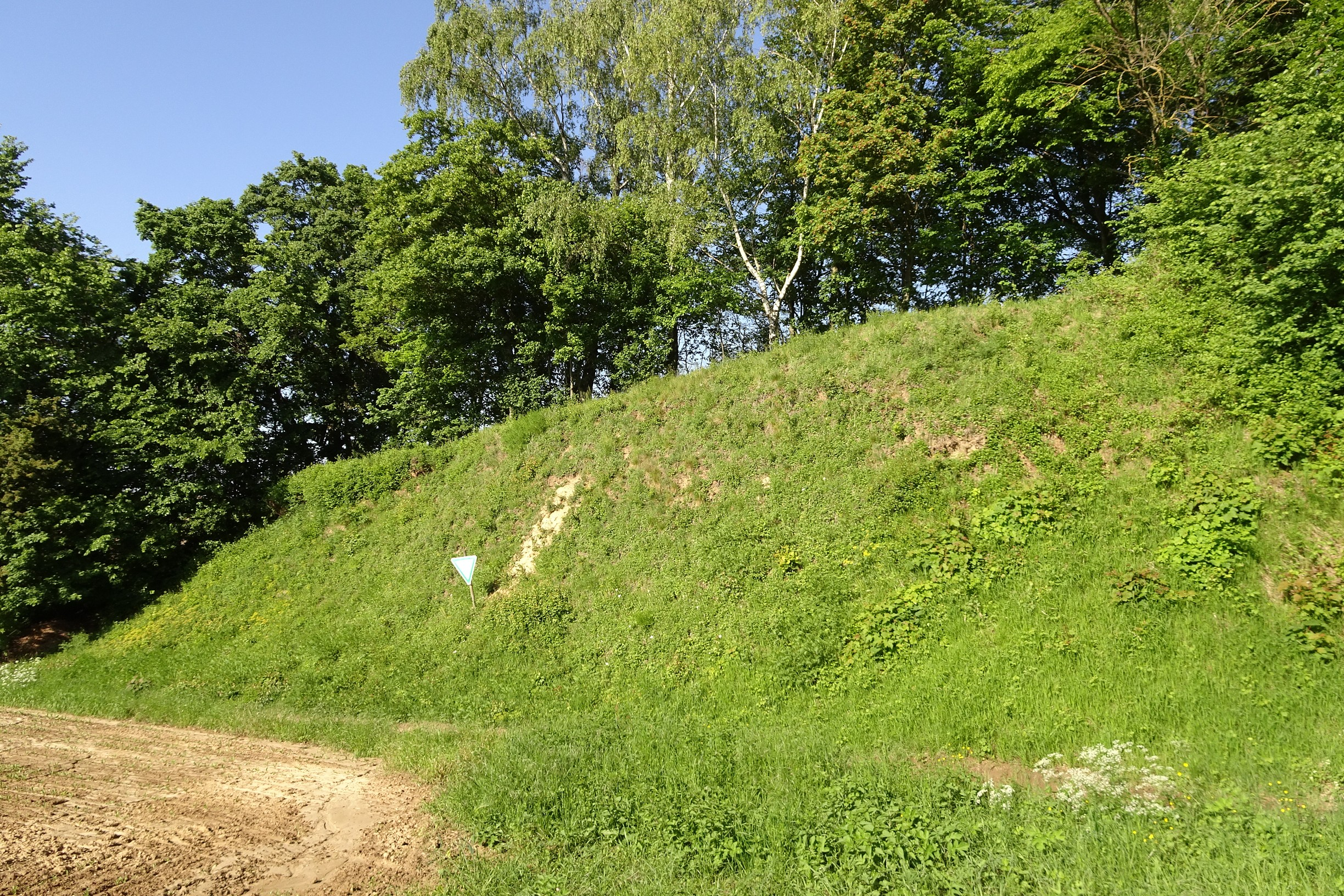
Halbtrockenrasen im freien Teil der Lösswand (2020)
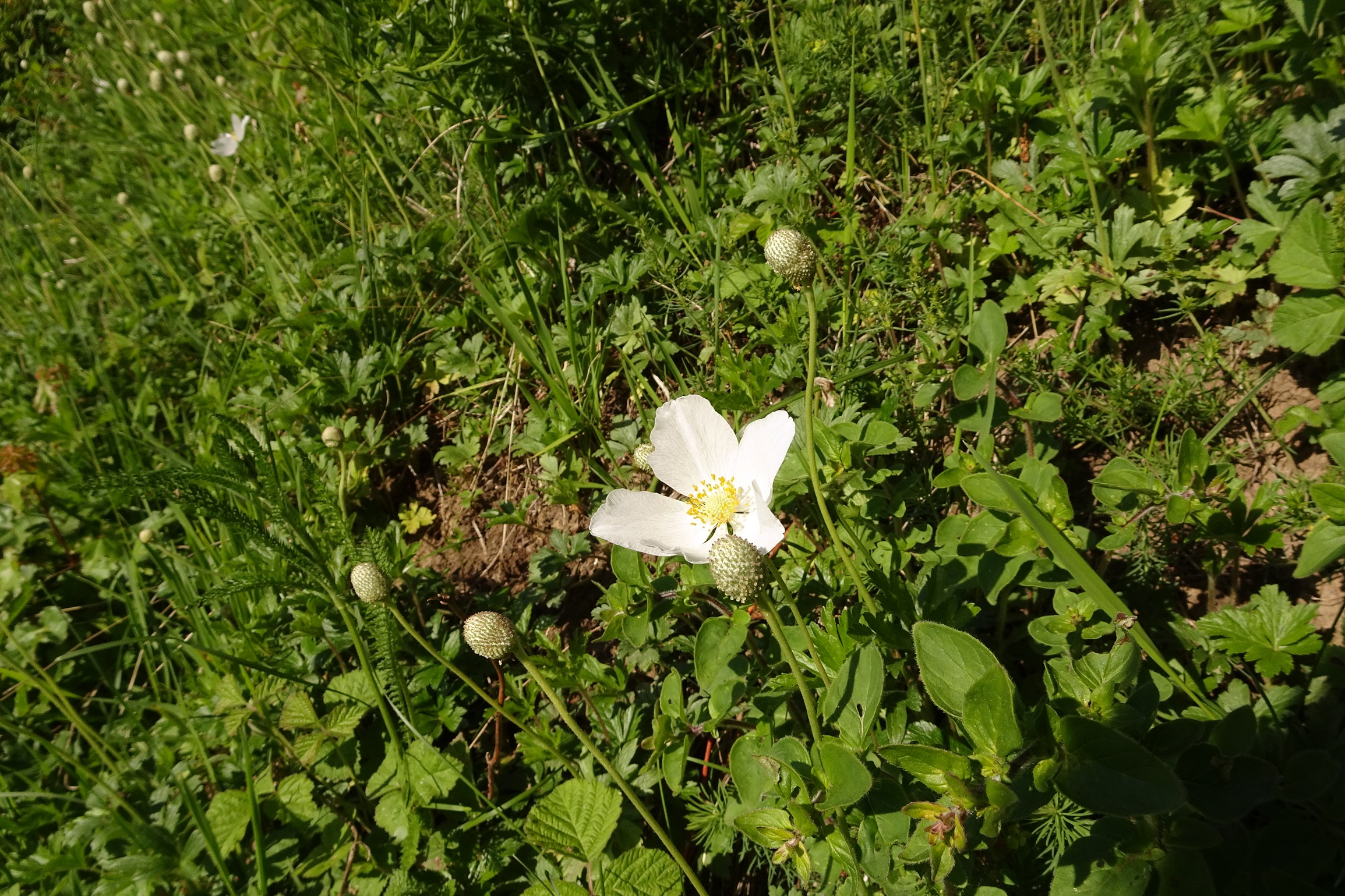
Großes Windröschen, blühend und fruchtend (2020)